# イ・テヒョン
イ・テヒョン（이태현、李太鉉、1975年1月17日 - ）は、韓国のシルム選手、総合格闘家、大学教授。金泉市出身。

## 来歴
龍仁大学校大学院体育教育科を卒業後、1993年にシルムでプロデビュー。
日本の相撲の横綱に相当する「天下壮士（チョンハチャンサ、無差別級）」に3度、「白頭壮士（ベッデゥチャンサ、ヘビー級）」に18度（史上1位タイ記録）輝いた。
2006年7月20日、シルムからの引退を発表したが、8月8日に韓国でPRIDE参戦発表の記者会見が開かれ、韓国のメディアが多数詰め掛けるほど、韓国国内での注目は高かった。
2006年9月10日、PRIDEデビューとなったPRIDE 無差別級グランプリ 2006 決勝戦のワンマッチでヒカルド・モラエスと対戦し、TKO負け。
2007年10月28日、HERO'SデビューとなったHERO'S KOREA 2007で山本宜久と対戦し、ミドルキックからのパウンドでTKO勝ち。
2008年6月15日、DREAM初参戦となるDREAM.4でアリスター・オーフレイムと対戦し、開始36秒スタンドパンチ連打でTKO負け。
2008年、総合格闘技を引退し、シルムに復帰した。
2011年、シルムを引退。引退後は龍仁大学格技指導学科教授兼シルム部顧問に就任。

## 人物・エピソード
- シルムにおけるチェ・ホンマンとの対戦成績は5勝2敗と勝ち越している。
- 総合格闘技での経験を後に「総合格闘技をあまりにも簡単に考えていた。倒した後の攻め方を知らなかった。複雑なルールに適応することも困難であった。」と語っている[2]。

## 戦績
| 総合格闘技 戦績 | 総合格闘技 戦績 | 総合格闘技 戦績 | 総合格闘技 戦績 | 総合格闘技 戦績 | 総合格闘技 戦績 | 総合格闘技 戦績 |
| --------------- | --------------- | --------------- | --------------- | --------------- | --------------- | --------------- |
| 3 試合          | (T)KO           | 一本            | 判定            | その他          | 引き分け        | 無効試合        |
| 1 勝            | 1               | 0               | 0               | 0               | 0               | 0               |
| 2 敗            | 2               | 0               | 0               | 0               | 0               | 0               |

| 勝敗 | 対戦相手                 | 試合結果                          | 大会名                                   | 開催年月日     |
| ×    | アリスター・オーフレイム | 1R 0:36 TKO（スタンドパンチ連打） | DREAM.4 ミドル級グランプリ2008 2nd ROUND | 2008年6月15日  |
| ○    | 山本宜久                 | 1R 1:03 TKO（パウンド）           | HERO'S KOREA 2007                        | 2007年10月28日 |
| ×    | ヒカルド・モラエス       | 1R 8:08 TKO（タオル投入）         | PRIDE 無差別級グランプリ 2006 決勝戦     | 2006年9月10日  |